# Тёрнер, Майлз
Майлз Тёрнер (англ. Myles Turner, род. 24 марта 1996 года) — американский профессиональный баскетболист, выступающий за клуб Национальной баскетбольной ассоциации «Милуоки Бакс». До прихода в НБА играл за баскетбольную команду университета Техаса «Техас Лонгхорнс». Был выбран «Пэйсерс» на драфте НБА 2015 года под общим 11 номером.

## Ранние годы
Тёрнер учился в старшей школе Тринити в Техасе. В 2014 году участвовал в турнире McDonald’s All-American, а также в составе сборной США по баскетболу в возрасте до 18 лет завоевал золотые медали на чемпионате Америки. По окончании обучения он получил более 60 предложений спортивных стипендий от ведущих университетов страны, однако выбрал университет из своего родного штата — Техасский университет в Остине. В университете Майлз провёл всего один год, во время которого он набирал по 10,1 очка за игру и делал 6,5 подбора и 2,6 блок-шота. По итогам чемпионата он стал новичком года конференции Big 12. 30 марта 2015 года Тёрнер объявил, что планирует выставить свою кандидатуру на драфт НБА.

## Профессиональная карьера

### Индиана Пэйсерс (2015—2025)
25 июня 2015 года Тёрнер был выбран на драфте НБА 2015 года в первом раунде под общим 11 номером клубом «Индиана Пэйсерс». 13 июля он подписал контракт со своим новым клубом и принял участие в Летней лиге НБА.. 29 октября он дебютировал в чемпионате НБА, набрав в своей первой игре 8 очков и сделав 4 подбора. В середине ноября Майлз получил травму и пропустил месяц. Он стал новичком месяца Восточной конференции в феврале, а по итогам всего сезона был включён во вторую сборную новичков.
26 октября 2016 года в матче открытия сезона Тёрнер набрал 30 очков и сделал 16 подборов и по ходу сезона он провёл ещё несколько успешных игр. Перед началом сезона 2017/18 годов Майлз был выбран капитаном команды. Многие ожидали, что Тёрнер станет основным игроком «Пэйсерс», однако из-за большого количества травм и прихода в команду Виктора Оладипо, он не смог сделать качественный скачок в своей игре.
15 октября 2018 года Тёрнер продлил контракт с «Пэйсерс» на четыре года на сумму 72 млн долларов.
28 января 2023 года Тёрнер продлил контракт с «Пэйсерс» на два года на сумму 58 млн долларов. Дополнительно к этому, зарплата Тёрнера в сезоне 2022/23 будет увеличена на 17,1 млн долларов (достигнув 35,1 млн), что стало рекордным пересмотром действующего контракта в истории НБА.
23 февраля 2023 года Тернер набрал 40 очков, реализовав восемь трехочковых бросков, а также сделал 10 подборов в матче с «Бостон Селтикс» (138:142).
22 марта 2024 года в матче с «Голден Стэйт Уорриорз» (123:111) Тернер сделал пять блоков, став лидером по количеству блоков за всю историю «Пэйсерс», оформив свой 1246-й блок и превзойдя предыдущий рекорд Джермейна О'Нила.
12 апреля 2025 года Тернер стал единственным игроком в истории лиги, который забросил более 700 трехочковых и сделал более 1 400 блок-шотов за первые 10 сезонов карьеры. На счету игрока — 755 точных трехочковых и 1 412 блок-шотов.

### Милуоки Бакс (2025—настоящее время)
7 июля 2025 Тернер подписал четырехлетний контракт с «Милуоки Бакс» на 107 миллионов долларов (по другим данным — на 108,9 миллионов долларов) с опцией игрока на сезон 2028/29 и трейд-кикером.

## Статистика

### Статистика в НБА
| Сезон                                                                                    | Команда | Регулярный сезон | Регулярный сезон | Регулярный сезон | Регулярный сезон | Регулярный сезон | Регулярный сезон | Регулярный сезон | Регулярный сезон | Регулярный сезон | Регулярный сезон | Регулярный сезон | Серия плей-офф | Серия плей-офф | Серия плей-офф | Серия плей-офф | Серия плей-офф | Серия плей-офф | Серия плей-офф | Серия плей-офф | Серия плей-офф | Серия плей-офф | Серия плей-офф |
| Сезон                                                                                    | Команда | GP               | GS               | MPG              | FG%              | 3P%              | FT%              | RPG              | APG              | SPG              | BPG              | PPG              | GP             | GS             | MPG            | FG%            | 3P%            | FT%            | RPG            | APG            | SPG            | BPG            | PPG            |
| ---------------------------------------------------------------------------------------- | ------- | ---------------- | ---------------- | ---------------- | ---------------- | ---------------- | ---------------- | ---------------- | ---------------- | ---------------- | ---------------- | ---------------- | -------------- | -------------- | -------------- | -------------- | -------------- | -------------- | -------------- | -------------- | -------------- | -------------- | -------------- |
| 2015/16                                                                                  | Индиана | 60               | 30               | 22,8             | 49,8             | 21,4             | 72,7             | 5,5              | 0,7              | 0,4              | 1,4              | 10,3             | 7              | 4              | 28,2           | 46,5           | 0,0            | 66,7           | 6,4            | 0,4            | 0,3            | 3,3            | 10,3           |
| 2016/17                                                                                  | Индиана | 81               | 81               | 31,4             | 51,0             | 34,5             | 80,9             | 7,3              | 1,3              | 0,9              | 2,1              | 14,5             | 4              | 4              | 33,3           | 43,2           | 0,0            | 62,5           | 6,8            | 0,8            | 1,8            | 1,3            | 10,8           |
| 2017/18                                                                                  | Индиана | 65               | 62               | 28,3             | 47,9             | 35,7             | 77,7             | 6,4              | 1,3              | 0,6              | 1,8              | 12,7             | 7              | 7              | 28,0           | 61,1           | 46,2           | 78,9           | 5,1            | 0,6            | 0,3            | 0,6            | 12,4           |
| 2018/19                                                                                  | Индиана | 74               | 74               | 28,6             | 48,7             | 38,8             | 73,6             | 7,2              | 1,6              | 0,8              | 2,7              | 13,3             | 4              | 4              | 31,5           | 40,0           | 21,4           | 61,5           | 6,3            | 1,5            | 0,0            | 1,8            | 9,8            |
| 2019/20                                                                                  | Индиана | 62               | 62               | 29,5             | 45,7             | 34,4             | 75,1             | 6,6              | 1,2              | 0,7              | 2,1              | 12,1             | 4              | 4              | 36,4           | 56,8           | 42,9           | 43,8           | 10,8           | 0,8            | 0,5            | 4,0            | 15,8           |
| 2020/21                                                                                  | Индиана | 47               | 47               | 31,0             | 47,7             | 33,5             | 78,2             | 6,5              | 1,0              | 0,9              | 3,4              | 12,6             | Не участвовал  | Не участвовал  | Не участвовал  | Не участвовал  | Не участвовал  | Не участвовал  | Не участвовал  | Не участвовал  | Не участвовал  | Не участвовал  | Не участвовал  |
| 2021/22                                                                                  | Индиана | 42               | 42               | 29,4             | 50,9             | 33,3             | 75,2             | 7,1              | 1,0              | 0,7              | 2,8              | 12,9             | Не участвовал  | Не участвовал  | Не участвовал  | Не участвовал  | Не участвовал  | Не участвовал  | Не участвовал  | Не участвовал  | Не участвовал  | Не участвовал  | Не участвовал  |
| 2022/23                                                                                  | Индиана | 62               | 62               | 29,4             | 54,8             | 37,3             | 78,3             | 7,5              | 1,4              | 0,6              | 2,3              | 18,0             | Не участвовал  | Не участвовал  | Не участвовал  | Не участвовал  | Не участвовал  | Не участвовал  | Не участвовал  | Не участвовал  | Не участвовал  | Не участвовал  | Не участвовал  |
| 2023/24                                                                                  | Индиана | 77               | 77               | 27,0             | 52,4             | 35,8             | 77,3             | 6,9              | 1,3              | 0,5              | 1,9              | 17,1             | 17             | 17             | 32,4           | 51,7           | 45,3           | 76,0           | 6,6            | 2,1            | 0,5            | 1,5            | 17,0           |
|                                                                                          | Всего   | 570              | 537              | 28,6             | 50,2             | 35,4             | 77,1             | 6,8              | 1,2              | 0,7              | 2,2              | 13,9             | 43             | 40             | 31,3           | 50,8           | 40,0           | 68,7           | 6,7            | 1,3            | 0,5            | 1,9            | 13,8           |
| Наведите курсор мыши на аббревиатуры в заголовке таблицы, чтобы прочесть их расшифровку. |         |                  |                  |                  |                  |                  |                  |                  |                  |                  |                  |                  |                |                |                |                |                |                |                |                |                |                |                |

### Статистика в NCAA
| Сезон | Команда | Conf   | Class | GP | GS | MPG  | FG%  | 3P%  | FT%  | RPG | APG | SPG | BPG | PPG  |
| --- | ------- | ------ | ----- | -- | -- | ---- | ---- | ---- | ---- | --- | --- | --- | --- | ---- |
| 2014/15 | Техас   | Big 12 | FR    | 34 | 7  | 22,2 | 45,5 | 27,4 | 83,9 | 6,5 | 0,6 | 0,3 | 2,6 | 10,1 |
| Всего | Всего   | Всего  | Всего | 34 | 7  | 22,2 | 45,5 | 27,4 | 83,9 | 6,5 | 0,6 | 0,3 | 2,6 | 10,1 |
| Наведите курсор мыши на аббревиатуры в заголовке таблицы, чтобы прочесть их расшифровку Статистика приведена с сайта sports-reference.com |         |        |       |    |    |      |      |      |      |     |     |     |     |      |